# دييغو غوميز (لاعب كرة قدم)
دييغو غوميز (بالإسبانية: Diego Gómez)‏ (29 مارس 1972 بكالي في كولومبيا - ) هو لاعب كرة قدم كولومبي في مركز حراسة المرمى. شارك مع منتخب كولومبيا لكرة القدم. أما مع النوادي، فقد لعب مع أمريكا دي كالي وإنديبندينتي ميديلين وديبورتيس كوينديو وديبورتيفو باستو ونادي ميلوناريوس وCortuluá ‏ وديبورتيس توليما.

## وصلات خارجية
- دييغو غوميز على موقع قاعدة بيانات كرة القدم.إي يو (الإنجليزية)
- دييغو غوميز على موقع ناشيونال فوتبول تيمز (الإنجليزية)